# Santa Cristina (Brunnenheiligtum)

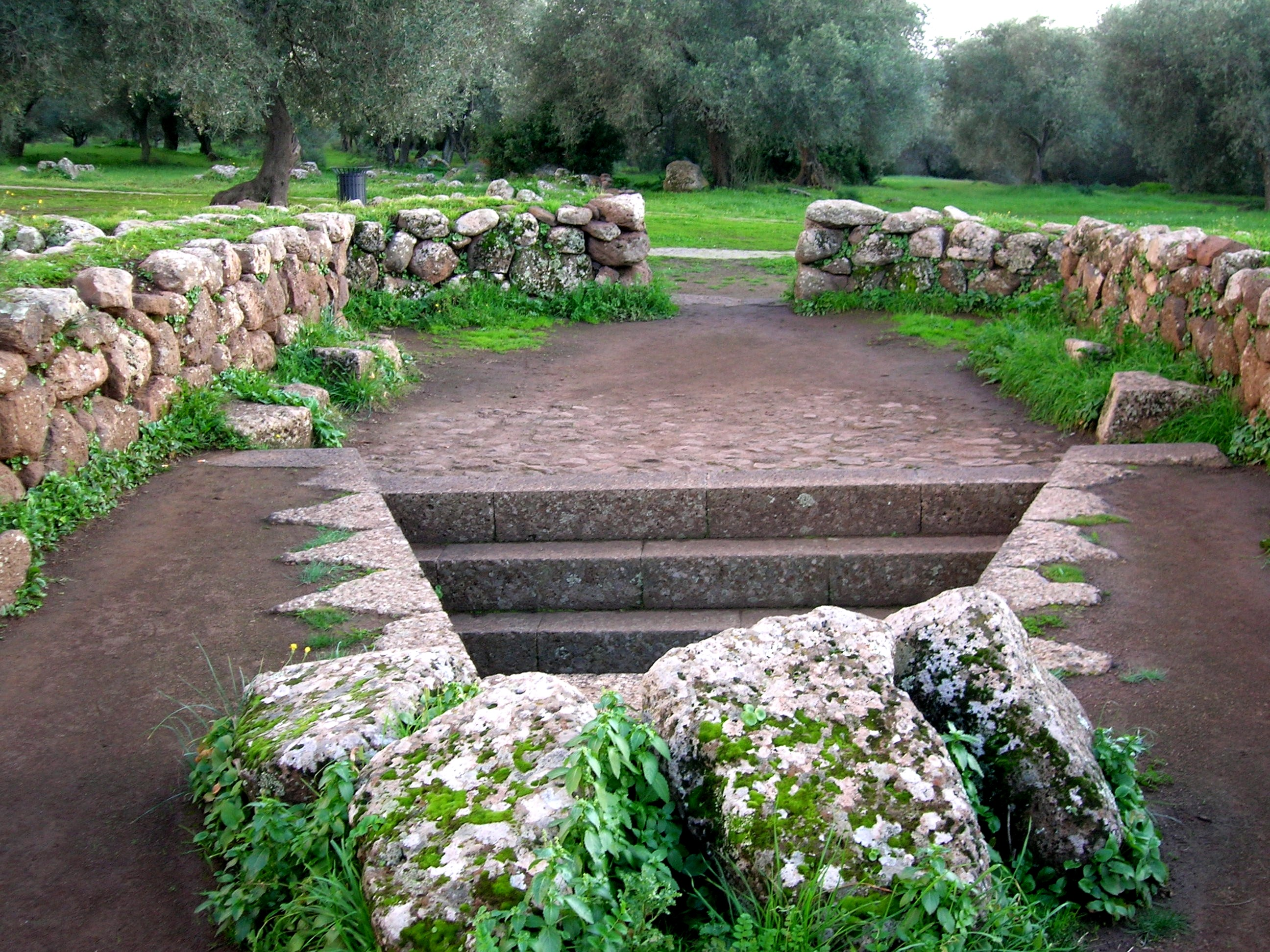
Eingangsbereich zum Brunnenheiligtum von Santa Cristina

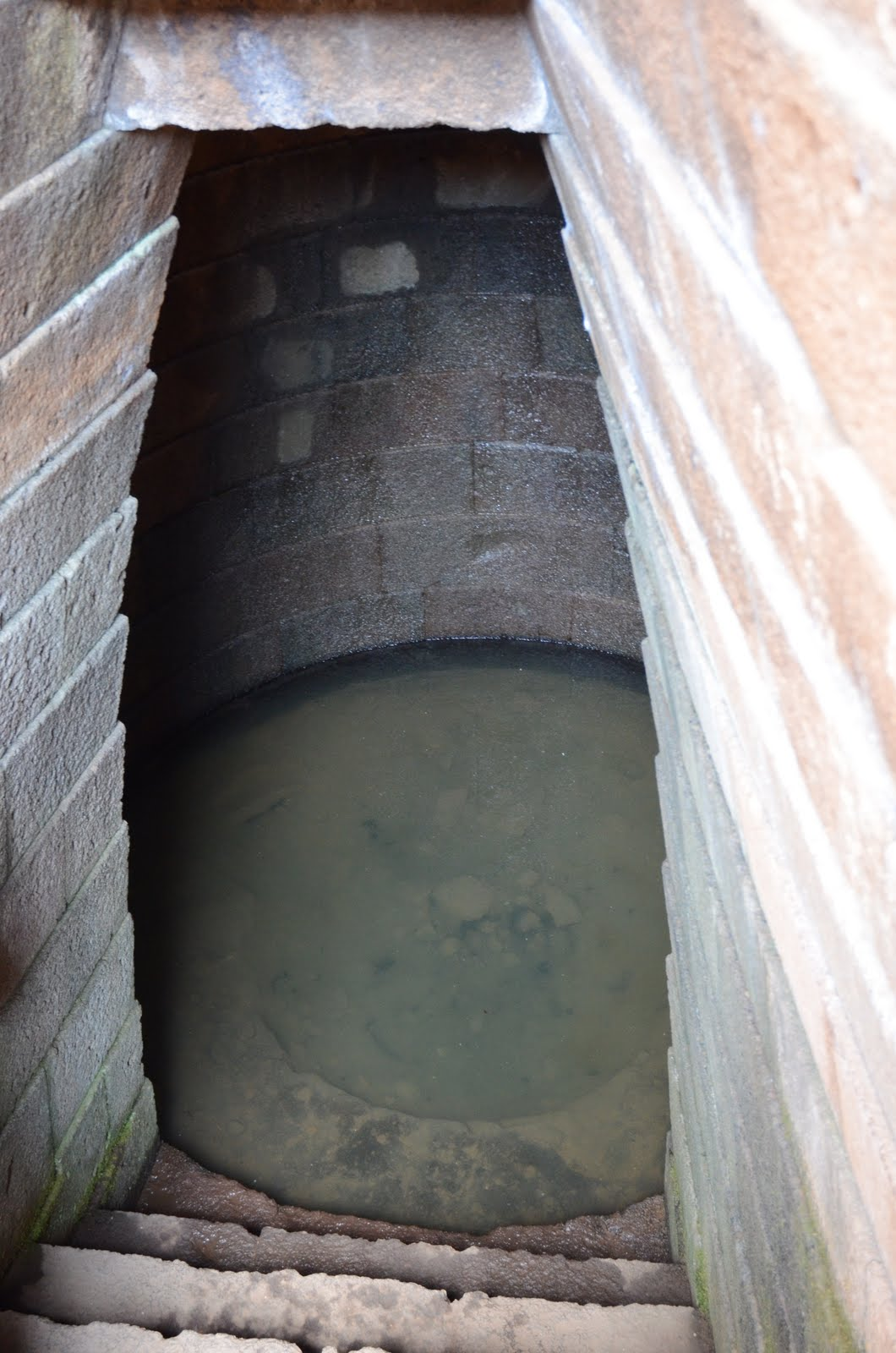
Santa Cristina. Blick in den Brunnenraum.

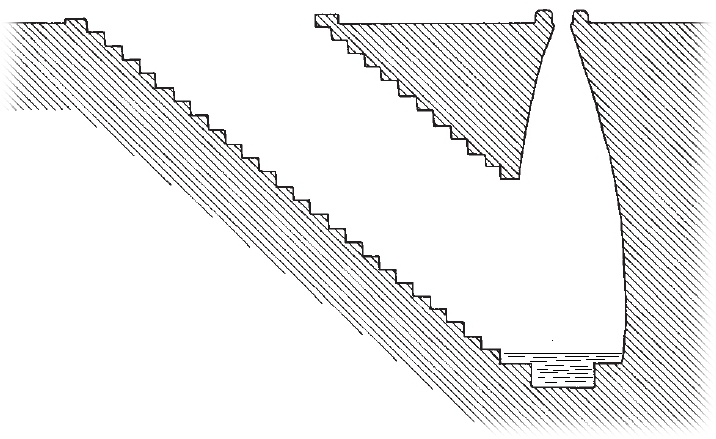
Querschnitt-Skizze der unterirdischen Anlage

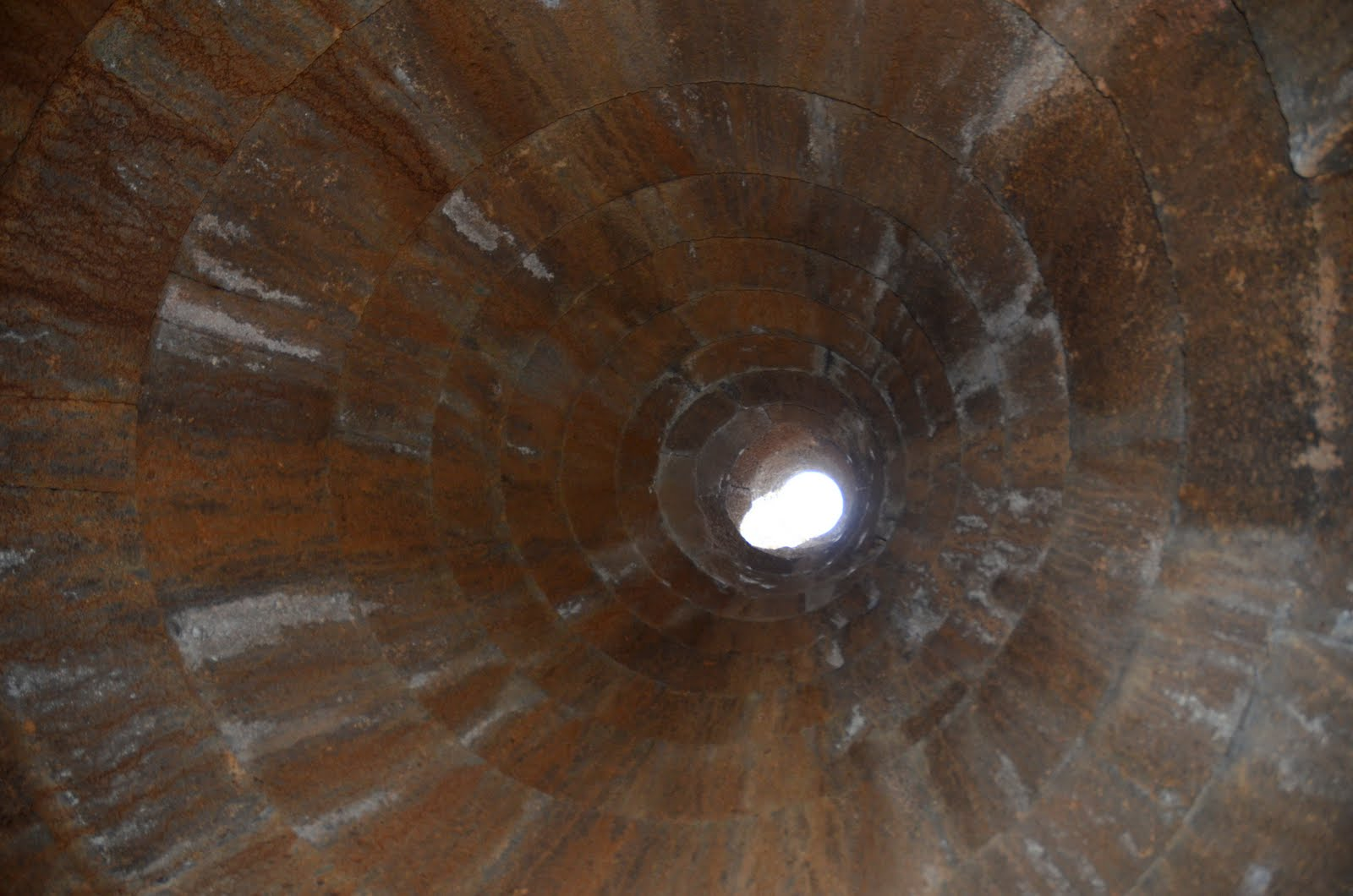
Gewölbeabschluss des Tholos mit Lichtloch von unten gesehen

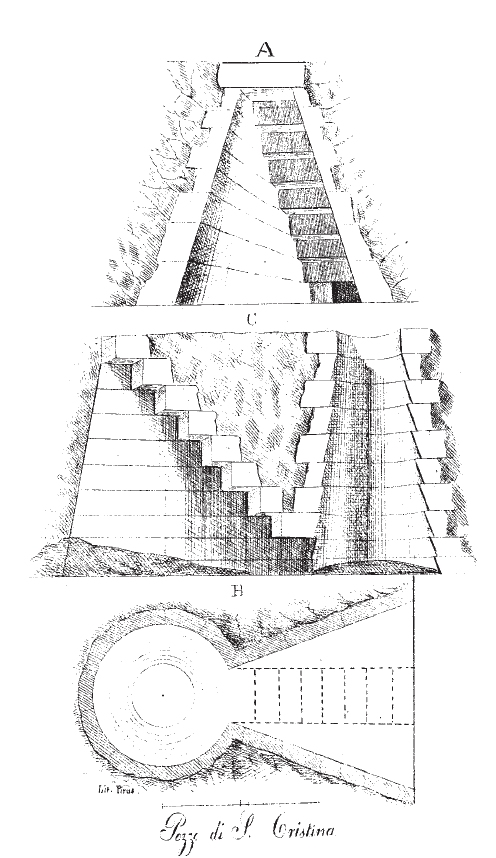
Skizzen aus dem 19. Jh. zu Treppenschacht (oben), Querschnitt (Mitte) und Grundriss des unterirdischen Teiles (unten)

Santa Cristina ist ein sardischer Brunnentempel (italienisch Pozzo sacro) in Form eines Stufenbrunnens aus der Zeit der Nuraghenkultur (1800 bis regional etwa 235 v. Chr.)

## Lage
Das Brunnenheiligtum liegt etwa 5 km südlich von Paulilatino in der Provinz Oristano auf der zu Italien gehörenden Insel Sardinien. Es befindet sich nahe der Pilgerwohnungen (cumbessias) der kleinen gleichnamigen Kirche, an einer eigenen Ausfahrt der Schnellstraße SS131 Carlo Felice in einem nuraghischen Dorf, das in einem lichten Olivenhain liegt. Von diesem spätbronzezeitlichen Dorf sind eine kleine Nuraghe, einige Hütten, ein Rundtempel (Capanna circolare), vor allem aber die Mauerreste zahlreicher Bauten auf einer Fläche von 14 Hektar erhalten bzw. restauriert.

## Architektur
Das Brunnenheiligtum selbst ist oberirdisch von zwei niedrigen Mauern (Peribolos) aus unbehauenen Steinen umgeben; die innere hat die Form eines Schlüssellochs. Eine präzise gearbeitete Treppe von 25 Stufen führt in die Tiefe; sie wird von einem abgetreppten Kraggewölbe überdeckt. Am Eingang messen die Stufen ca. 3,50 m in der Breite und verengen sich zum Brunnenbecken hin auf nur noch 1,40 m Breite. Der kreisrunde Brunnenraum selbst hat an der Sohle einen Durchmesser von annähernd 2,50 m. Seine Wände und die Decke werden von einem Kraggewölbe aus Basaltquadern gebildet, bei dem die einzelnen Quader jeweils nur wenige Zentimeter hervorragen. Der ganze Brunnenraum hat die Form eines leicht bauchigen Kegelstumpfes und ist ziemlich genau 7 m hoch. An seiner Spitze befindet sich ein ca. 27 cm großes, kreisrundes Lichtloch, durch das ein wenig Tageslicht in den Raum fallen kann. Ob dieser Gewölbeabschluss bereits in der späten Bronzezeit entstand, ist unklar. Die Form des Raumes erinnert jedenfalls an bronzezeitliche Tholosbauten.

## Astronomische Besonderheit
Der Archäoastronom Arnold Lebeuf konnte durch exakte Vermessung von Treppen- und Brunnenraum zeigen, dass das Gebäude um 1000 v. Chr. eine außergewöhnliche Beobachtung erlaubte: alle 18,6 Jahre (Periode der Präzession der Erdachse) während der großen nördlichen Mondwende erreichte das Licht des Vollmondes – in einem Einfallswinkel von 29° 6' – die Ebene des Brunnenbeckens ohne einen Schatten auf eine Stufe zu werfen; ein Vollmond konnte sich dann für kurze Zeit im Wasser des Beckens spiegeln. Heutzutage streift das Mondlicht in dieser Situation die untersten beiden Stufen, da sich die Mondbahn in den letzten 3000 Jahren leicht veränderte. Der Schatten, den das Sonnenlicht bei hohen Sonnenständen durch das Lichtloch an der Gewölbespitze wirft, könnte als eine Art einer Sonnenuhr gelesen werden, allerdings ist der Gewölbeabschluss möglicherweise ein späterer Einbau.

## Geschichte
Der unterirdische Komplex von Santa Cristina repräsentiert den architektonischen Höhepunkt der Steinbearbeitung der Nuraghenkultur. Er wird anhand gefundener Bronzen an das Ende des 2. Jahrtausends v. Chr. datiert. Die Punier nutzten die Anlage offenbar weiter, was aus der Existenz ihrer typischen Räuchergefäße geschlossen werden kann.

## Andere sardische Stufenbrunnen
Weitere sehr gut erhaltene bzw. größere Brunnenanlagen auf Sardinien, die für den Wasserkult der Nuragher stehen, sind: Sa Testa und Milis sowie der Komplex Cabu Abbas (der Anfang des Wassers) alle bei Olbia, Predio Canopoli in Perfugas, das Hypogäum Ipogeo di San Salvatore bei Cabras, Santa Vittoria bei Serri und Serra Niedda bei Sorso. Dass die Anlagen zum Teil moderne Namen tragen, belegt eine Fortdauer des Kultes an alten Wasserkultplätzen oder Quellheiligtümern, wie Su Lumarzu und Su Tempiesu, in christlichem Gewand. Ein fein gearbeiteter, aber völlig andersartiger Brunnen und ein Rundtempel (Capanna circolare) befinden sich bei dem Nuraghen Noddule bei Bitti.